# Сонора (река)
Сонора (исп. Río Sonora) — река на северо-западе Мексики в штате Сонора. Река берёт начало на юге от города Кананеа (недалеко от границы США). В наиболее влажные годы впадает в Калифорнийский залив Тихого океана. Длина реки около 400 км.

## Водоток
Площадь бассейна реки составляет 26,010 квадратных километров. Бассейн реки условно разделяют на шесть небольших бассейнов. Среднегодовое количество осадков составляет 375 мм и приходятся в основном на два сезона: в конце лета и зимой. Река от города Кананеа течет на юг, затем на юго-запад через хребет Западная Сьерра-Мадре. Ниже река протекает мимо города Эрмосильо столицы штата Сонора. Реки Сан-Мигель недалеко от города Эрмосильо впадает в реку Сонора, а затем она течет в водохранилище Абелардо-Родригес, воды которого используются для орошения. В нижнем течении река пересекает прибрежную низменность штата в районе города Баия-де-Кино, но из-за плотин и оросительных каналов она больше не достигает Калифорнийского залива. В период обильных осадков река Сонора иногда достигает море Кортеса.

## Города
На реке помимо Эрмосильо расположены такие города, как Ариспе, Бакоачи, Акончи, Уепак и Уреса. В 1970-х годах вдоль реки была проложена автомобильная дорога. Практически через весь штат по реке проходит популярный туристический маршрут.
В августе 2014 года произошла экологическая катастрофа, одно из промышленных предприятий штата сбросило в приток реки Сонора сульфат меди. В феврале 2017 года в ответ на это правительство штата создало особой экономическую зону «Река Сонора» с целью развития этого региона. В особую экономическую зону вошли муниципалитеты Акончи, Ариспе, Бакоачи, Банамичи, Бавиакора, Уэпака, Сан-Фелипе-де-Хесус и Урес.

## Природа
Исследователь Эдгар Александр Мирнс в 1907 году заявил, что он обнаружил канадских бобров (Castor canadensis) в реке Сонора. Это может быть самой южной областью распространения этого водного млекопитающего в Северной Америке.

## Примечание
1. 1 2  Sonora River | river, Mexico (англ.). Encyclopedia Britannica. Дата обращения: 25 августа 2019. Архивировано 25 августа 2019 года.
2. ↑  AGROFORESTRY PRACTICES IN THE SONORA RIVER WATERSHED, MEXICO (16 сентября 2011). Дата обращения: 25 августа 2019. Архивировано из оригинала 16 сентября 2011 года.
3. ↑  Lauren Cocking. A Guide to the Towns in Río Sonora Valley, Mexico. Culture Trip. Дата обращения: 25 августа 2019. Архивировано из оригинала 25 августа 2019 года.
4. ↑  North American Research Partnership | Río Sonora Special Economic Zone Development Plan (англ.). Дата обращения: 25 августа 2019. Архивировано 25 августа 2019 года.
5. ↑  Edgar Alexander Mearns. Mammals of the Mexican Boundary of the United States: A Descriptive Catalogue of the Species of Mammals Occuring in that Region; with a General Summary of the Natural History, and a List of Trees. — U.S. Government Printing Office, 1907. — 582 с.